# Секретная океанская помойка
«Секре́тная океа́нская помо́йка» — советский рисованный мультипликационный фильм 1989 года, серия мультсериала «Подводные береты».

## Сюжет
Очередной фильм из серии о дельфинах. В этом фильме Тристан, Павлова и Генри выступают защитниками окружающей среды.
Позднее вошёл в состав полнометражного мультфильма «Подводные береты».

## Создатели
| режиссёр                  | Раса Страутмане |
| сценарист                 | Эдуард Успенский |
| художники-постановщики    | Сергей Глаголев, Сергей Тюнин |
| художники-мультипликаторы | Владимир Шевченко, Александр Панов, Галина Зеброва, Дмитрий Куликов                                                                                     |
| оператор                  | Наталия Михайлова |
| композиторы               | Тодд Хайен, Филипп Кольцов |
| звукооператор             | Владимир Кутузов |
| роли озвучивали           | Евгений Стеблов, Семён Фарада, Татьяна Догилева, Владимир Прохоров, Борис Быстров, Людмила Гнилова, Лариса Удовиченко, Всеволод Абдулов, Николай Граббе |
| редактор                  | Елена Никиткина |

## О мультфильме
В конце 80-х начались перемены — в стране, в кино и на «Союзмультфильме». Владимир Тарасов пытался вписаться в новую реальность, работая над амбициозным и новым для того времени проектом — совместной постановкой сериала в жанре «экшн» о приключениях спецназовцев-дельфинов с американской и советской военных баз. Это были первые фильмы не о военном противостоянии, а о солдатском братстве русских и американских «беретов». Как и многие другие попытки советской мультипликации вписаться в рыночную ситуацию на рубеже десятилетий, проект продолжения не имел. Хотя четыре серии «Счастливого старта» (1989—1990) и сделанный на их основе полнометражный фильм «Подводные береты» (1991) на экраны вышли и изредка появляются на телеканалах…— Наталия Венжер